# جي. سي. ماك
جي. سي. ماك (بالإنجليزية: J. C. Mack)‏ هو لاعب كرة قدم أمريكي في مركز الوسط، ولد في 10 أغسطس 1988 في نيوبورت نيوز في الولايات المتحدة. لعب مع تشارلستون بيتري.

## وصلات خارجية
- جي. سي. ماك على موقع ناشيونال فوتبول تيمز (الإنجليزية)
- جي. سي. ماك على موقع Soccerway.com (الإنجليزية)